# Zoe Chore
Zoe Chore (26 febbraio 1998) è una sciatrice freestyle canadese, specializzata nello ski cross.

## Biografia
Attiva a livello internazionale dal febbraio 2015, Zoe Chore ha debuttato in Coppa del Mondo il 20 gennaio 2018, giungendo 25ª nello ski cross a Nakiska. Il 14 dicembre 2021 ha ottenuto il suo primo podio nel massimo circuito, classificandosi 3ª ad Arosa, nella gara vinta dalla sua connazionale Marielle Thompson.
In carriera non ha mai debuttato ai Giochi olimpici invernali e ha preso parte a un'edizione dei Campionati mondiali di freestyle.

## Palmarès

### Mondiali juniores
- 1 medaglia:
  - 1 bronzo (ski cross a Reiteralm 2019)

### Coppa del Mondo
- Miglior piazzamento in classifica generale: 85ª nel 2020
- Miglior piazzamento nella Coppa del Mondo di ski cross: 10ª nel 2021
- 1 podio:
  - 1 terzo posto